# Jonathan Ward
Jonathan Ward (Kankakee, 30 settembre 1997) è un giocatore di football americano statunitense che milita nel ruolo di running back per i Pittsburgh Steelers della National Football League (NFL).

## Carriera universitaria
Tra il 2016 e il 2019 frequenta la Central Michigan University. Conclude la carriera universitaria con un bottino di 2.539 yard su corsa e 28 touchdown su corsa, nonché di 909 yard su ricezione, 98 ricezioni e 4 touchdown su ricezione.

## Carriera professionistica
Nell'aprile 2020 viene ingaggiato come undrafted free agent dagli Arizona Cardinals. Inizialmente relegato alla practice squad, il 26 settembre 2020 viene promosso alla rosa attiva, facendo il suo debutto tra i professionisti il giorno seguente contro i Detroit Lions. Nel week 17 della stessa stagione realizza il suo primo touchdown in carriera, su ricezione, in occasione della sconfitta contro i Los Angeles Rams.